# Otumba marcapata
Otumba marcapata är en insektsart som beskrevs av Hancock, J.L. 1907. Otumba marcapata ingår i släktet Otumba och familjen torngräshoppor. Inga underarter finns listade i Catalogue of Life.